# 神奇律師
《神奇律師》（英語：Eli Stone）是一部美國法律題材的電視劇。于2008年1月31日至2009年7月11日在ABC播出。共製作播出了兩季。除了美國之外，也有在其他國家引進播出，例如香港明珠台曾在周末播出。

## 外部連結
- 互联网电影数据库（IMDb）上《神奇律師》的资料（英文）